# 海濱南岸

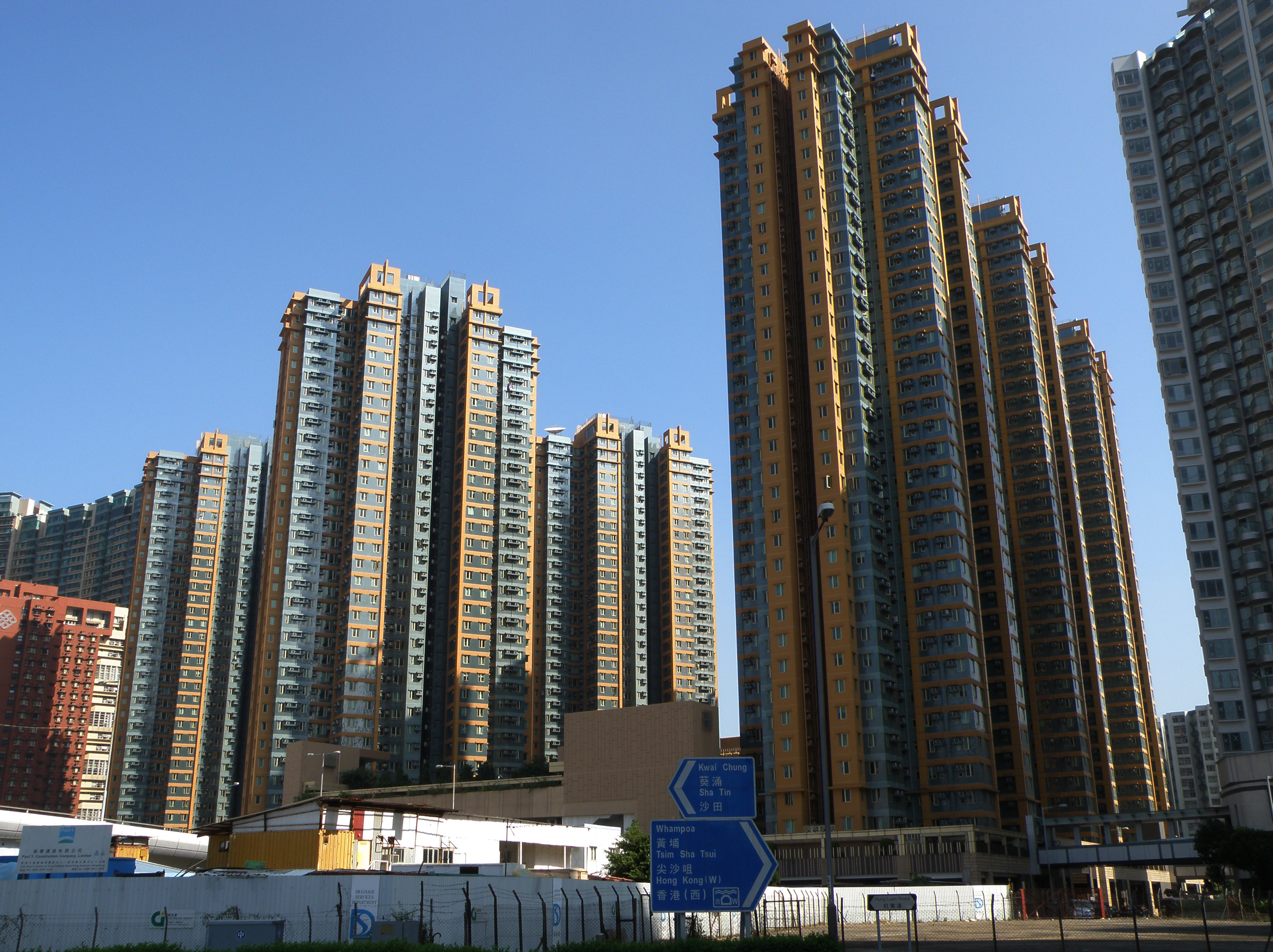
2015年的海濱南岸

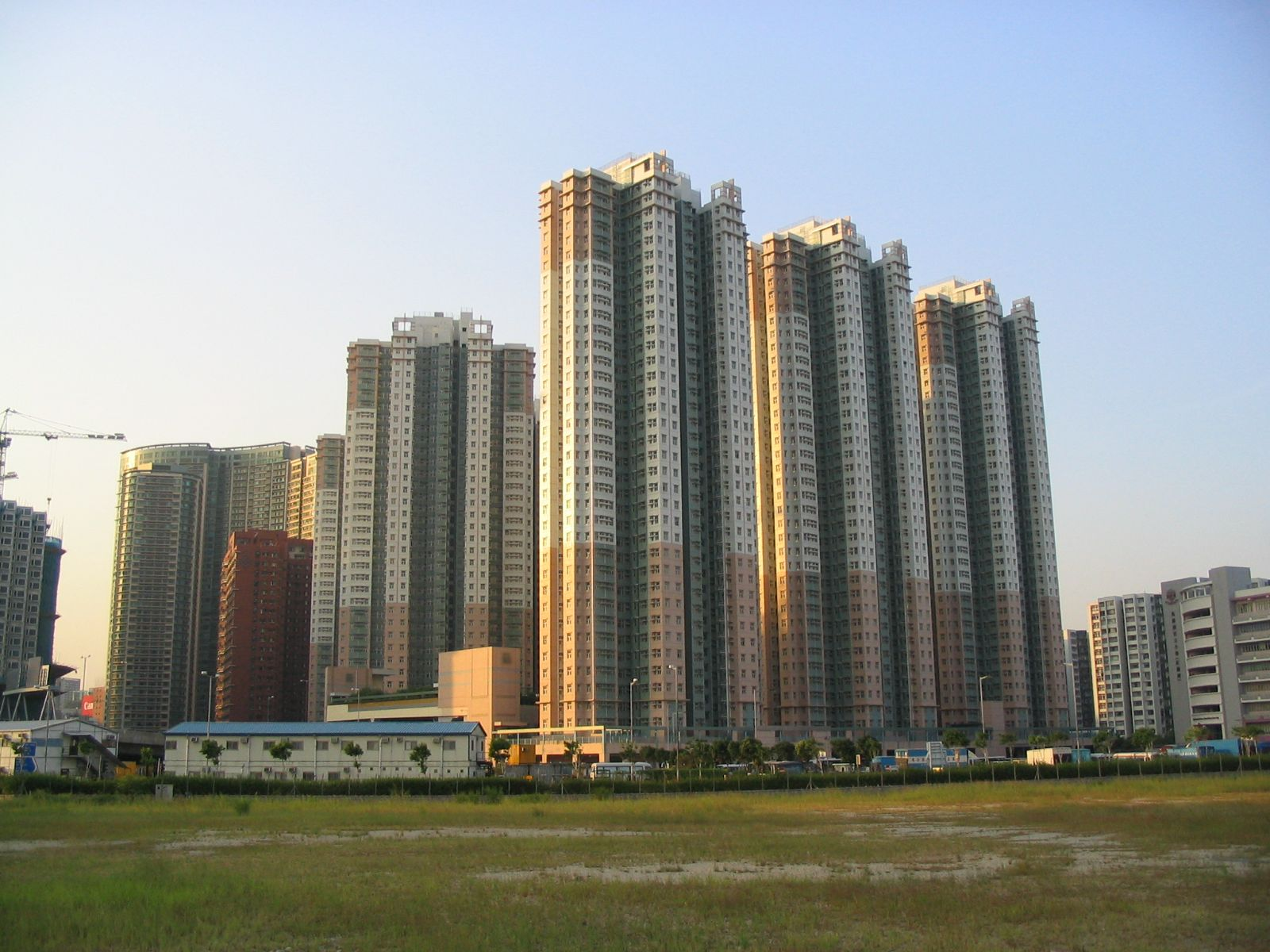
改建前的海濱南岸稱為紅灣半島，外牆色彩以紅、白、綠為主（2004年10月）

海濱南岸是香港一個私人屋苑，位於九龍紅磡灣愛景街8號，於2008年5月入伙。屋苑原本是2002年8月落成的私人機構參建居屋項目「紅灣半島」，唯政府宣佈停售居屋後，將紅灣半島業權賣回參與發展項目的地產發展商新鴻基地產及新創建集團，其後改建成私人屋苑並設有住客會所。共有7幢樓高約35層的住宅樓宇，提供2,470個單位，物業管理為新鴻基地產附屬公司康業服務。

## 歷史
地理位置於紅磡灣填海前為林士石（Rumsey Rock）。

### 紅灣半島（Hunghom Peninsula）
「紅灣半島」於2002年8月落成，由王董建築師事務設計，協興建築有承建，原本準備以居者有其屋名義發售，但到同年11月，香港政府為了挽救地產市場宣佈停售居屋，令紅灣半島一度空置，銷售無期。

### 海濱南岸（Harbour Place）
2004年2月，香港政府本要求地產發展商補地價約17億，後以8.64億港元將紅灣半島業權賣回參與發展項目的地產發展商新鴻基地產和新創建集團，引來賤賣公共資產的非議。
其後發展商宣佈清拆紅灣半島並重建為豪華住宅，引起社會各界嘩然。輿論亦普遍反對清拆紅灣半島，指清拆是浪費的行為，強烈批評有官商勾結之嫌。到2004年12月10日，由於當時屋宇署指出可以批出清拆令，但不容許發展商更改總建築圖則，使發展商即使清拆了也只能重建成完全一樣的樓宇；兩大發展商受各界反對，加上在香港地球之友等環保團體及各種壓力下，最終宣佈擱置清拆計劃，只將設計改建成私人屋苑，事件才告平息。工程已於2008年2月完成。
工程完成前，新鴻基地產在2007年10月下旬把紅灣半島命名為「海濱南岸」。

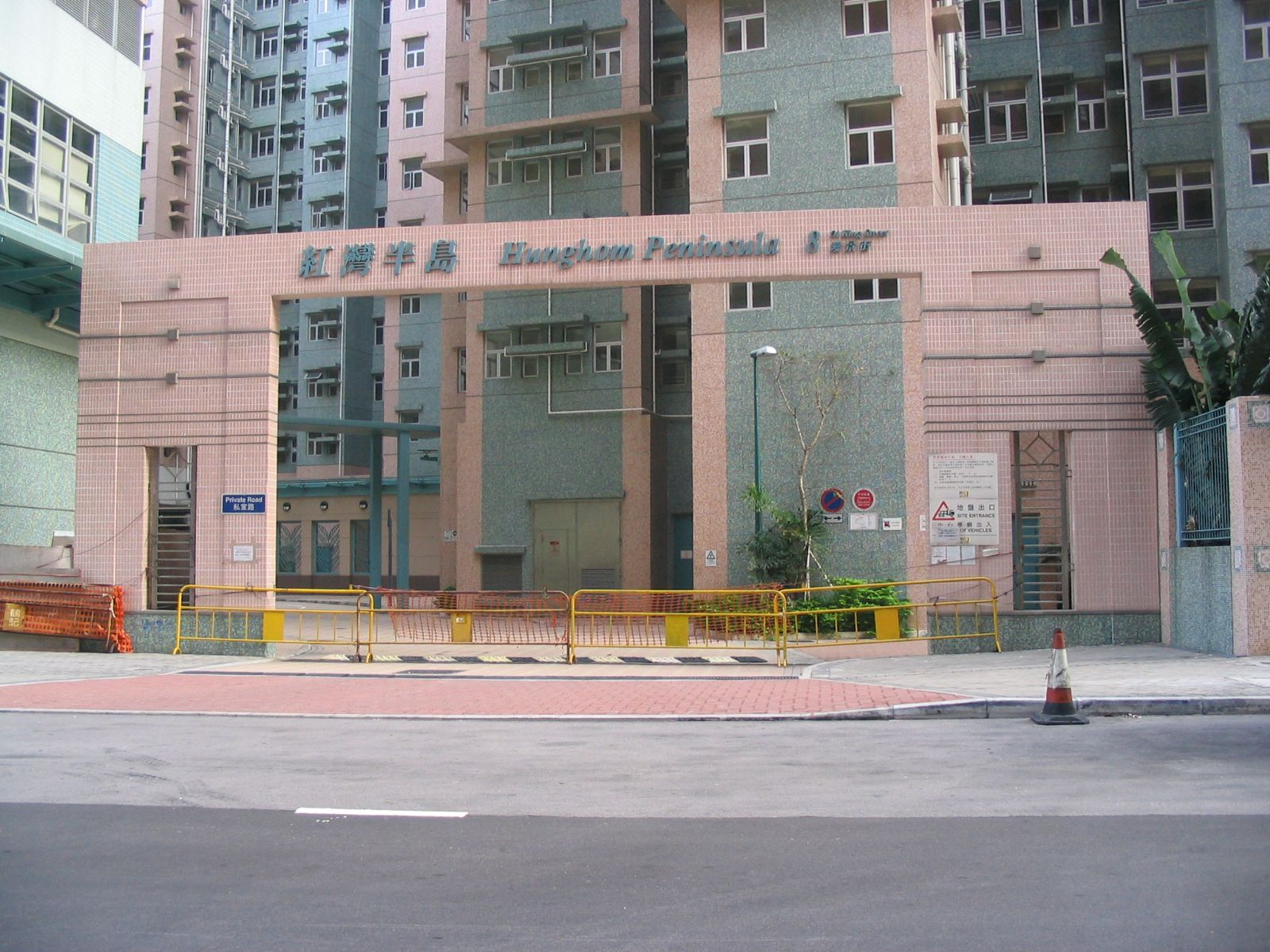
改建前的紅灣半島入口
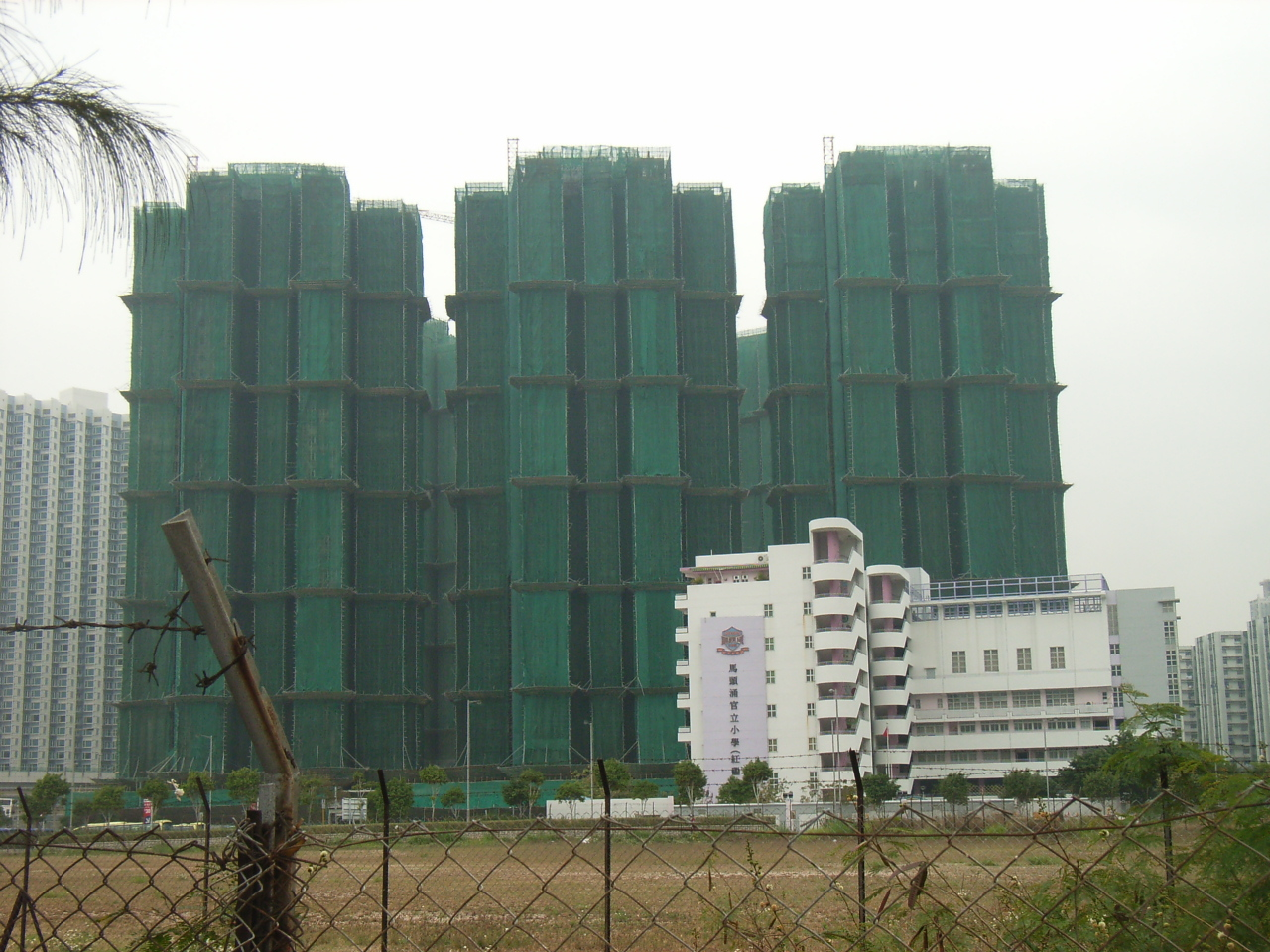
改建中的紅灣半島（2007年2月）
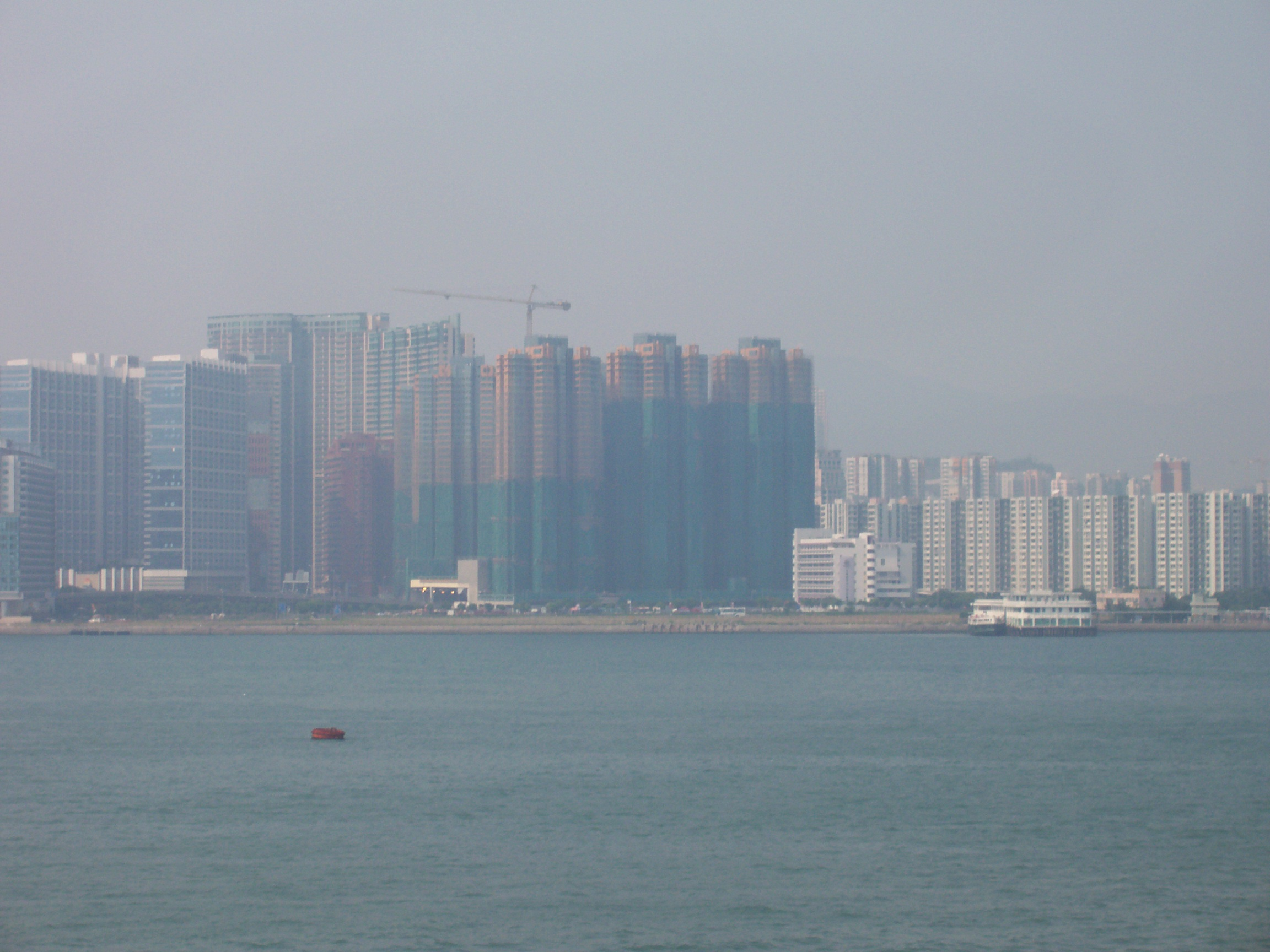
2007年11月改建情況
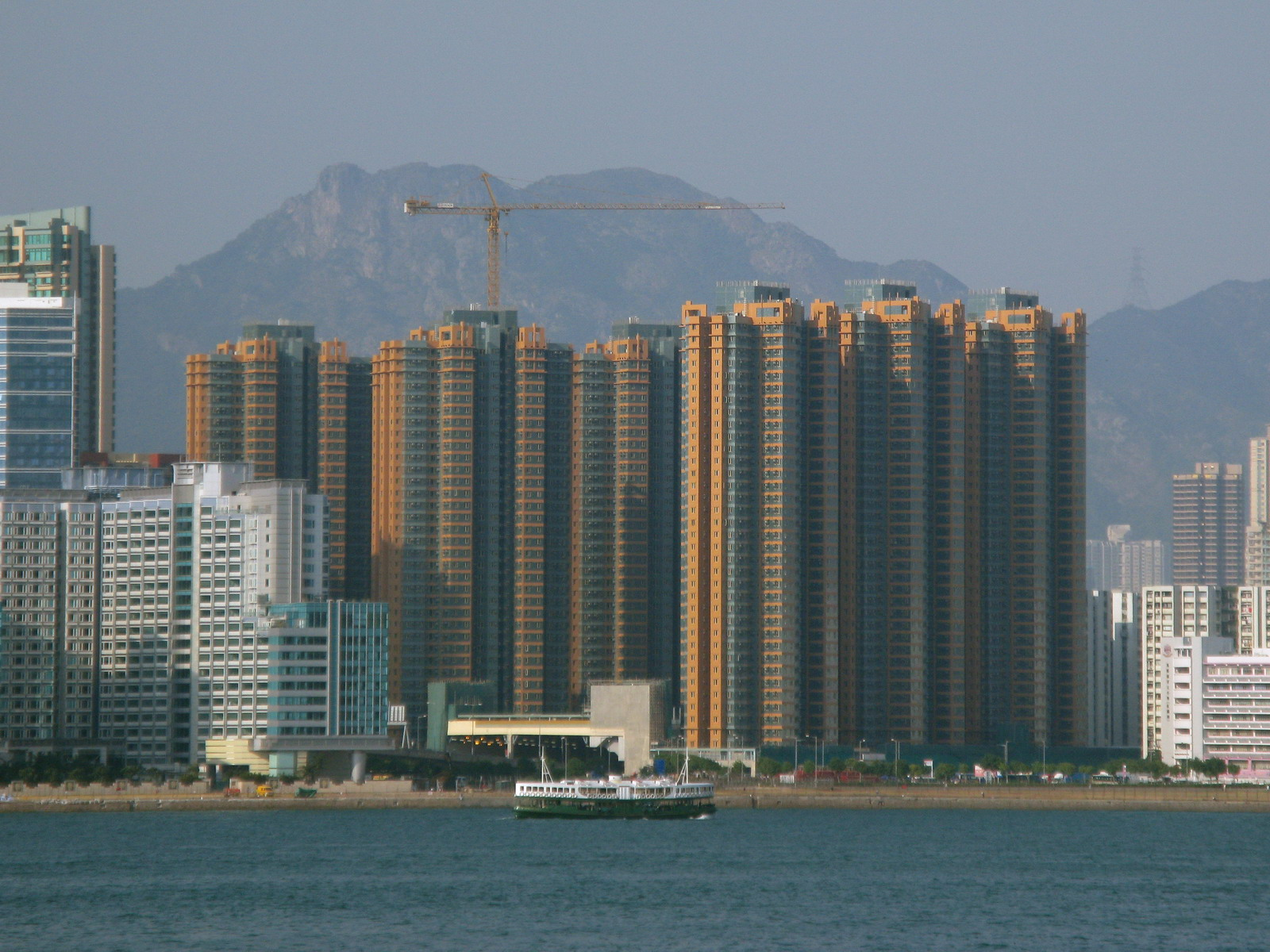
2007年11月遠眺海濱南岸（右方起第2、3座前仍為空地，部份住客可眺望海景）

## 屋苑資料

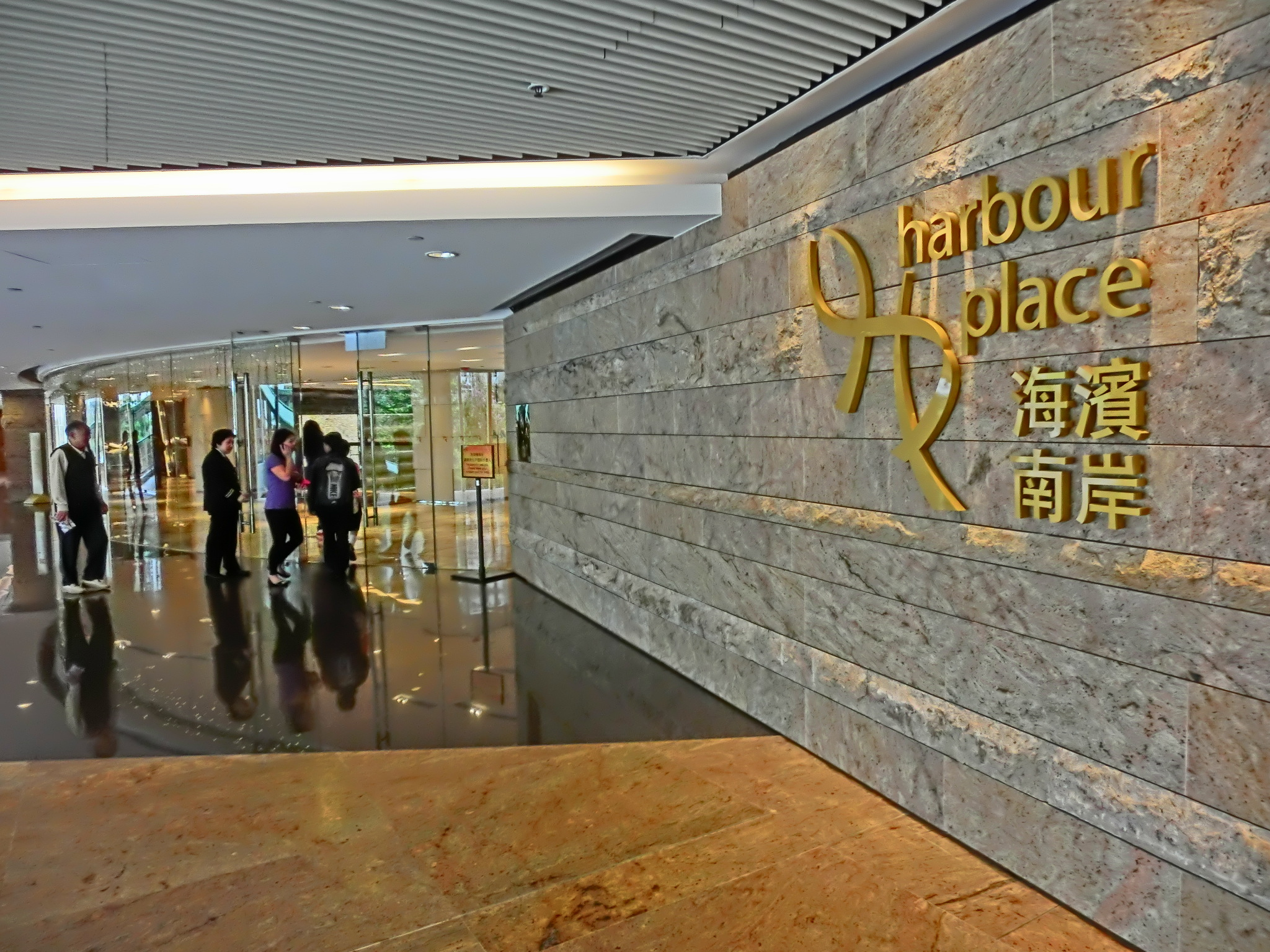
海濱南岸一樓商場住客出入口

### 住宅
- 座數：7
- 單位總數：2,470
- 層數：
  - 1及2座：36層（2－37/F）
  - 3座：35層（2－36/F）
  - 4-7座：35層（1－35/F）
- 單位面積：
  - 559平方呎：A、F室（兩廳、兩房、一廁所、一廚房）
  - 630平方呎：E、K室（兩廳、兩房、一廁所、一廚房）
  - 770平方呎：C、D、H、J室（呂字型兩廳、三房、二廁所、一廚房）
  - 770平方呎：B、G室（長方型兩廳、三房、二廁所、一廚房）
- 高清數碼廣播（高清數碼無線電視廣播）：大廈公共天線已接駁
- 收費電視申請：now TV
- 建築師：何承天（王董建築師事務有限公司（英语：Wong Tung & Partners））
- 承建商：協興建築
- 提供升降機的廠商：迅達

### 會所

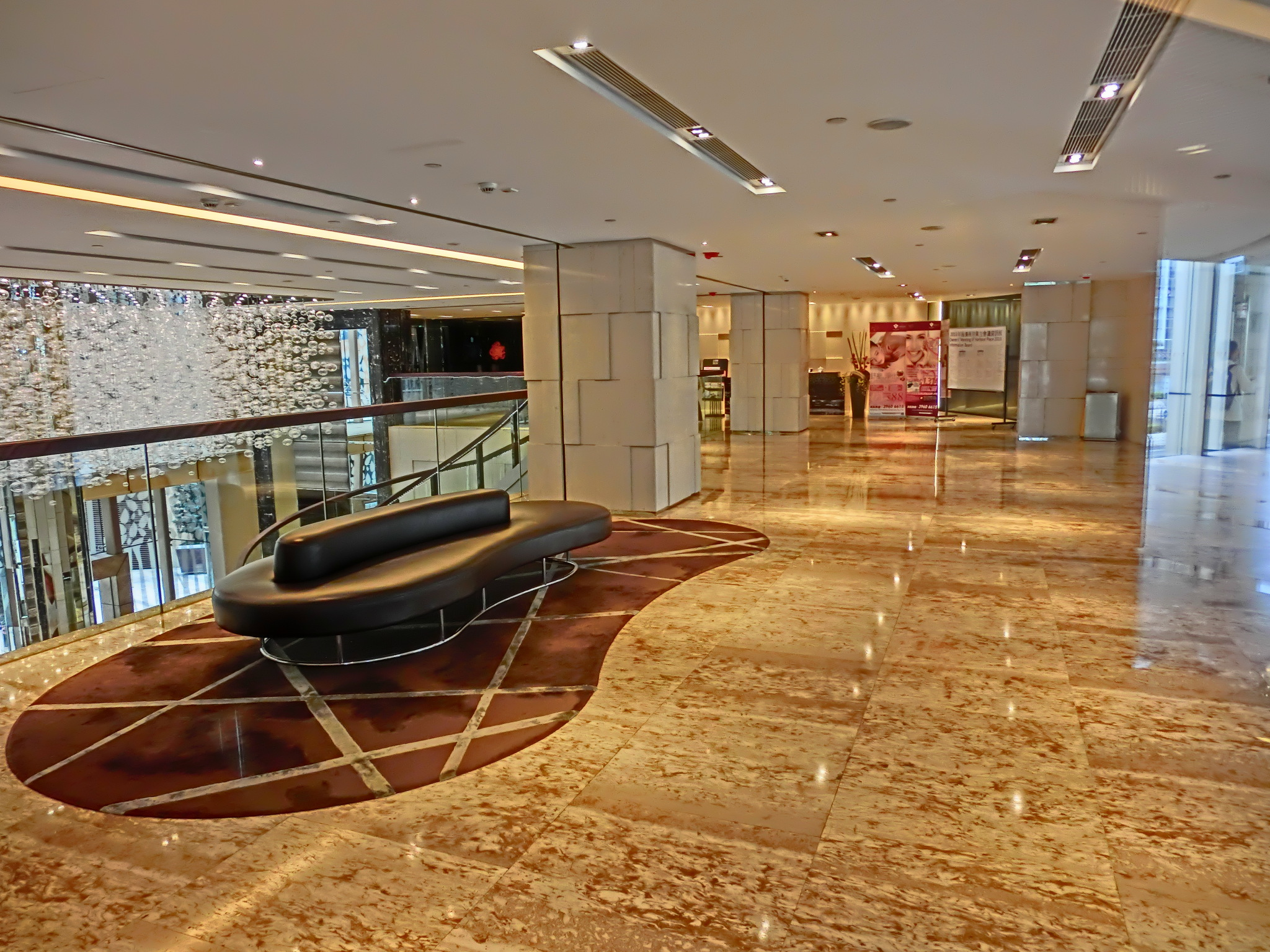
海濱南岸住客會所平台入口

住客會所樓高5層，佔地約22.5萬方呎，全紅磡區規模最大，耗資1億元由停車場改建，裝修後採用落地玻璃和特大天幕及玻璃幕牆設計。
設施包括：區內獨有的玻璃天幕室內泳池、按摩浴池、戶外泳池、健身室、燒烤場、英式桌球室、保齡球場、室內運動場、網球場、籃球場、高爾夫球練習場、戶外花園茶座、宴會廳、音樂室、卡拉OK房、私人影院、兒童玩樂區等。

### 停車場
- 停車場大樓樓層：M/F、2/F-7/F
- 車場高度：M/F、2/F－7/F：2.1m
- 商鋪車位（M/F）：30個
- 幼稚園車位：1個
- 傷殘人士車位：2個
- 上落貨車位（住宅）：7個
- 上落貨車位（商鋪）：3個

### 商場
商場一樓主要商戶為國際英文幼稚園暨幼兒園St. Catherine's International Kindergarten、OK便利店、Smart零食店、美聯物業。
- G/F商舖1：16,414.71平方呎
- 1/F：
  - 幼稚園：7,903.53平方呎
  - 商舖2：154.922平方呎
  - 商舖3：2,336.28平方呎
  - 商舖4：1,557.32平方

## 附近物業
- 半島豪庭
- 維港·星岸
- 紅磡灣中心
- 都會軒
- 海韻軒
- 海灣軒
- 黃埔花園
- 黃埔新邨
- 海名軒
- 蕪湖居

## 知名住戶
- 劉小麗，小麗民主教室主席[2]
- 鄺葆賢，九龍城區議會副主席

## 事件日程
- 1999年9月24日：發展商新創建以5.83億元投得土地契約
- 2002年8月6日：紅灣半島落成
- 2002年11月：房屋及規劃地政局決定停售居屋，與發展商磋商補地價後在私人市場出售單位
- 2003年3月：政府與發展商談判將單位轉為私樓，但失敗
- 2003年7月：新創建入禀控告房委會，追討未能出售單位的損失
- 2004年2月：新地宣佈購入原屬新創建旗下惠記的紅灣半島50%業權，另外政府宣佈新創建買斷紅灣業權
- 2004年3月19日：新地與新創建達成共識，傾向拆卸紅灣半島重建
- 2004年3月20日：房屋局長孫明揚指「是否重建紅灣屬商業決定，但我想社會大眾對拆卸的建議不會支持」
- 2004年3月21日：環境運輸及工務局局長廖秀冬表明反對紅灣拆卸重建，認為會製造大量廢料
- 2004年11月：教協及地球之友等環保團體發起運動，抗議拆卸紅灣半島
- 2004年11月29日：新創建及新地宣佈全面清拆紅灣半島
- 2004年12月10日：發展商宣佈擱置清拆計劃
- 2007年12月：海濱南岸約以每方呎價$7,000－$10,000開售
- 2008年9月：因遇上金融海嘯，發展商聲稱有累積約300個單位撻訂
- 2009年3月3日：發展商新鴻基地產（0016）及新創建（0659）將海濱南岸劈價3－4成，以每方呎價$4,000至$6,000重售。首先開售4－7座，定價已貼近同區二手樓如海逸豪園及半島豪庭同類單位造價，較黃埔花園海景戶略貴3%
- 2009年3月6日：發展商推售第2座，劈價幅度不但比之前已重推的第4至7座單位還要高近一成，平均呎價$5,498
- 2009年3月11日：發展商推售第1座，收窄劈價幅度，平均呎價$5,625，較上周末推出的第2座同質素單位貴2.3%
- 2009年3月16日：至重售以來，海濱南岸累售800伙。第3座物業將保留至稍後時間推出，其餘座數（第1、2、4至7座）則尚餘約100伙待售，該天起將封盤
- 2009年3月18日：發展商表示不追撻訂買家差價，於業績記者會上宣布：「公司無意向買家追回差價。」

## 另見
- 梁展文事件

## 註解
1. ↑  . 蘋果日報. 2004-11-18.
2. ↑  立法會換屆選舉 有效提名 （页面存档备份，存于）. 2016-08-05

## 外部連結
- 海濱南岸官方網頁
- 海濱南岸官方網頁(2) （页面存档备份，存于）
- 海濱南岸業主討論區 （页面存档备份，存于）
- 海濱南岸討論區  （页面存档备份，存于）
- Yahoo!地產-海濱南岸示範單位曝光 （页面存档备份，存于）
- 紅灣半島拆卸資源網  （页面存档备份，存于）
- 鏗鏘集(2004)：〈有人無屋住 有屋無人住〉